# Inmigración francesa en Paraguay
Ya durante el periodo colonial hubo presencia francesa en el Paraguay, especialmente en las reducciones jesuíticas, donde vinieron varios misioneros de esa nacionalidad y algunos inmigrantes aislados.
Posteriormente, se produjo el arribo de más franceses, a raíz del de un contrato firmado entre el gobierno paraguayo y un armador de Burdeos llamando Antonio López, el cual se comprometió a traer entre 800 a 900 inmigrantes vascos, menores de 45 años, católicos, de buena conducta y aptos para formar una colonia agrícola.
Si bien el armador López no cumplió varias de las cláusulas del contrato, envió al Paraguay a 419 emigrantes franceses, de los cuales solo 86 eran agricultores. Con ellos fue conformada la colonia Nueva Burdeos, actual municipio de Villa Hayes.
Los franceses han dejado importantes contribuciones en los ámbitos de la religión, la educación, los asuntos militares, las diversas actividades industriales y comerciales, la colonización de las tierras; como también en la botánica, la geografía, la música, la medicina, la ingeniería, la aviación, la etnología, la arquitectura, etc.

## Historia

### Periodo Colonial
Algunos misioneros religiosos franceses recorrieron el Paraguay en el siglo XVII: fueron los jesuitas Claude Royer (llegando desde Borgoña en 1617), Louis Berger (viniendo de la provincia de Picardie), el padre Rausonnier (figura importante de la lucha contra las incursiones de los mamelucos), también Nicolas Henard, Noël Berthot, Nicolas du Toit (el autor de la famosa “Historia de la Provincia de Paraguay de la Compañía de Jesús” publicada en 1673).
Algunos nombres de franceses presentes en el Paraguay colonial son los de Claude de Fleurs, Pierre de Boscheré, Felipe Lemaire, Ignacio Chomé, Luis Berger, Felipe Viverois, Louis la Croix, Martin Schmidt, Juan Vaisseau, Santiago Lolie, Antonio Pernetti, Claude Ruyer, Nicolás du Toict, Barthelemy de Blende, Francisco de Chaveroix.
Después de la segunda expulsión de los Jesuitas en 1767/1768 la presencia francesa se interrumpe.

### El doctor Bonpland

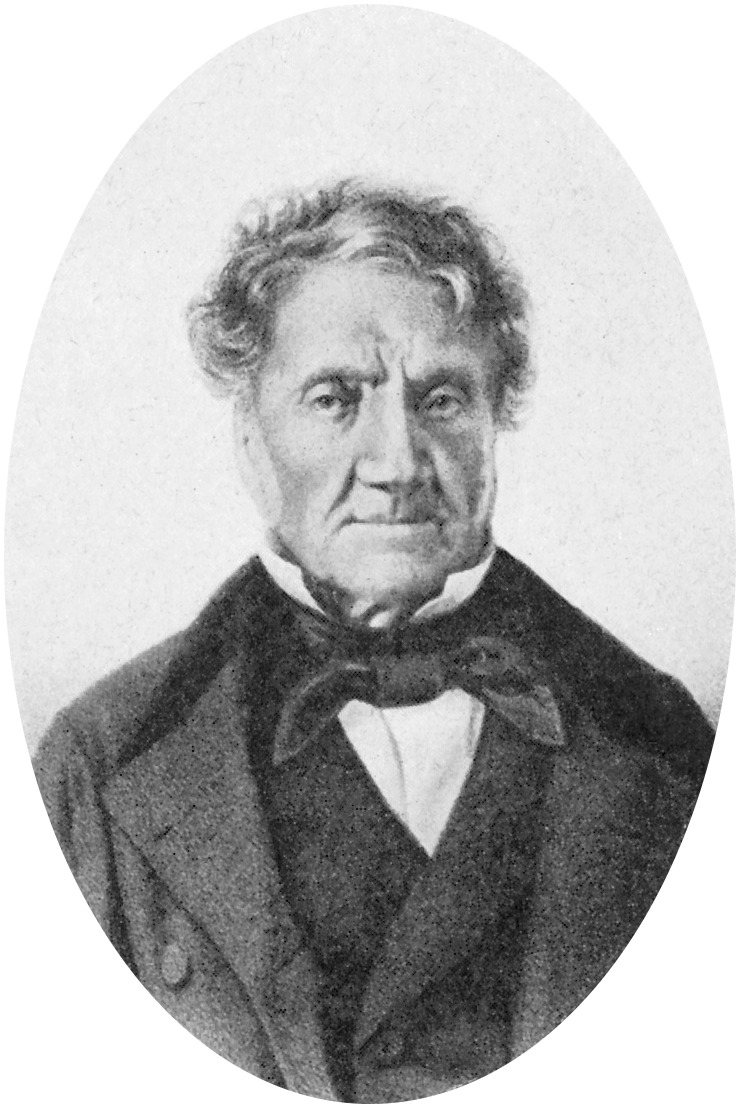
Aimé Bonpland (1773-1858)

El verdadero pionero de inmigración francesa fue el científico Aimé Bonpland, quien tuvo una estadía forzada, por orden del Dr. Francia, ya que estaba impedido de salir del país.
Durante su cautiverio, el Sr. Bonpland se integró totalmente en el territorio paraguayo. Desarrolló diversas actividades al margen de su verdadera vocación científica. Trabajó en la agricultura, creó una fábrica de “eau de vie” y de licores, además una carpintería y una cerrajería.
Bonpland fue un ejemplo de aculturación. Cuando recibió la notificación de dejar el territorio se sintió más bien apenado. En su escrito nos demuestra que a pesar de no poder salir del país llevaba una vida placentera y que podía realizar actividades que más le placieran.

### La Colonia Nueva Burdeos
El Segundo Imperio Francés reconoció al Paraguay en 1853 como estado soberano. Ese mismo año el presidente Carlos Antonio López envió a su hijo, el general Francisco Solano López, a Francia para estrechar las relaciones entre ambos países.

Esta apertura favorecida por Carlos Antonio López suscitó la llegada al Paraguay de una corriente significativa de nuevos inmigrantes franceses.

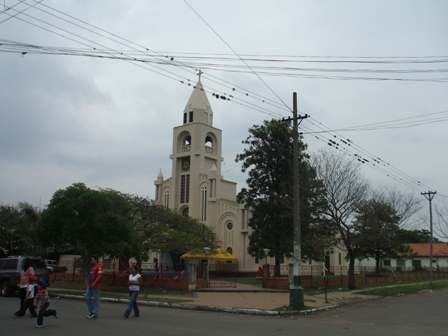
Templo parroquial de Villa Hayes, antigua colonia francesa.

En 1855, unos 419 vascos franceses fueron primeros inmigrantes extranjeros no españoles que llegaron a Paraguay. Habían partido del puerto de Burdeos en el buque Aquitaine, adquirido ex profeso por el general Francisco Solano López.
Para el efecto, López había ofrecido entre 1.000 y 2.000 hectáreas a cada uno de los inmigrantes que "vinieron a hacer la América". 
La venida de los primeros inmigrantes coincidió con la apertura del río Paraguay a los buques paraguayos después de dos décadas de bloqueo para su circulación hasta el Río de la Plata, la única vía marítima de acceso a Asunción. 
López, que acompañó a los inmigrantes en su barco Tacuary, también trajo consigo a una bella irlandesa, Elisa Alicia Lynch cuyo matrimonio anterior con  Xavier de Quatrefages fuera anulado, y acompañó heroicamente al mariscal López en batallas hasta el fallecimiento del mismo. Elisa Alicia Lynch, con la que procreó siete hijos: Juan Francisco (asesinado el 1º de Marzo de 1870; Enrique Venancio (quien acompañó a su madre a Europa); Federico Joel (organizó el sepelio de su madre en París en 1886, falleció a la edad de 44 años); Leopoldo Antonio (fallece a los 8 años, en 1870, apenas llegar con su madre a Inglaterra); Miguel Marcial (falleció a los pocos meses de nacer de enfermedad: disentería o cólera); Carlos Honorio (fallecido a los 62 años en Paraguay); Corina Adelaida (falleció a los 6 meses de edad, a causa de la disentería) .

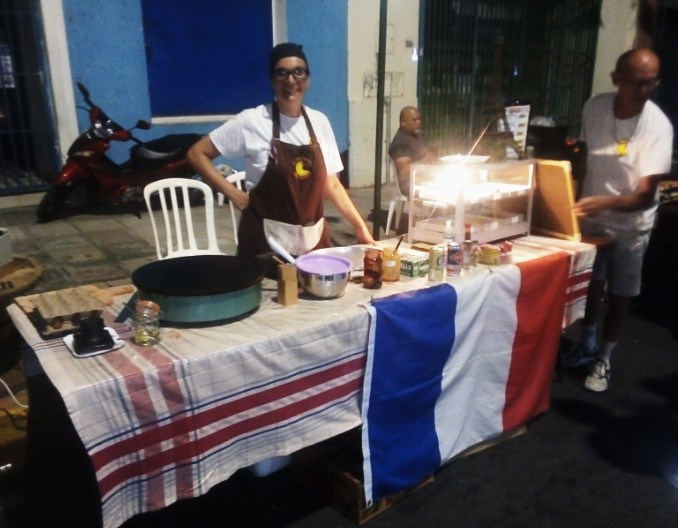
Emprendedores franceses apostados en la tradicional calle Palma.

Los colonos llegan a Asunción en 1856 en tres embarcaciones en diferentes etapas luego de un largo y traqueteado viaje. Los 419 emigrantes se instalaron en las tierras adjudicadas por el gobierno. En sus inicios todo se desarrollaba normalmente con los cultivos.
Luego comenzaron las dificultades, hubo quejas sobre el clima, disconformidad con la fertilidad de la tierra, inclusive por el tipo de alimento que consumían. En fin, un caos y mal entendidos con el gobierno paraguayo sobre todo lo que se han comprometido realizar en el acuerdo firmado.
Finalmente, hubo deserciones, arrestos de algunos emigrantes, enfrentamientos epistolares entre las autoridades paraguayas y la diplomacia francesa a través de su Encargado Consular en Asunción.
Las relaciones entre la colonia y el gobierno se habían deteriorado tanto, que el presidente Carlos A. López no encontró otra solución que anular el contrato firmado con los colonos.
En realidad el poco suceso de la colonia fue debido principalmente a la calidad del reclutamiento que se ha efectuado en Burdeos. Entre los cuatrocientos colonos elegidos, solo una minoría, el 26% estaba apta para la agricultura. Al disolverse la colonia, la mayoría emigraron a la Argentina, pero a pesar del éxodo quedaron algunos colonos en Paraguay.
Algunos descendientes de franceses todavía siguen asentados en la antigua Nueva Burdeos, con apellidos tales como Lampert, Bouvier, Cattebecke, Audivbert y Lahaye.

### Las Colonias Nacionales
Entre 1871 y  1887, un grupo de aproximadamente 400 franceses llegó desde Corrientes, para crear la Colonia Nouvelle Picardie o Nueva Picardía, en el paraje denominado Puesto Naranjo (hoy municipio de Fulgencio Yegros). Poco después arribaron más colonos alemanes y suizos.
 

Yegros es considerado el primer pueblo del Paraguay organizado sobre un plano preestablecido. El trazado de 102 manzanas fue proyectado por el arquitecto francés Marcel Gibrat, a semejanza de la ciudad argentina de La Plata, con calles diagonales que convergen en una plaza central y cuatro plazas aledañas. Durante la Primera Guerra Mundial, según los pobladores, cuando Francia y Alemania estaban en conflicto, los colonos oriundos de estos países, se dieron la mano en señal de confraternidad mutua.

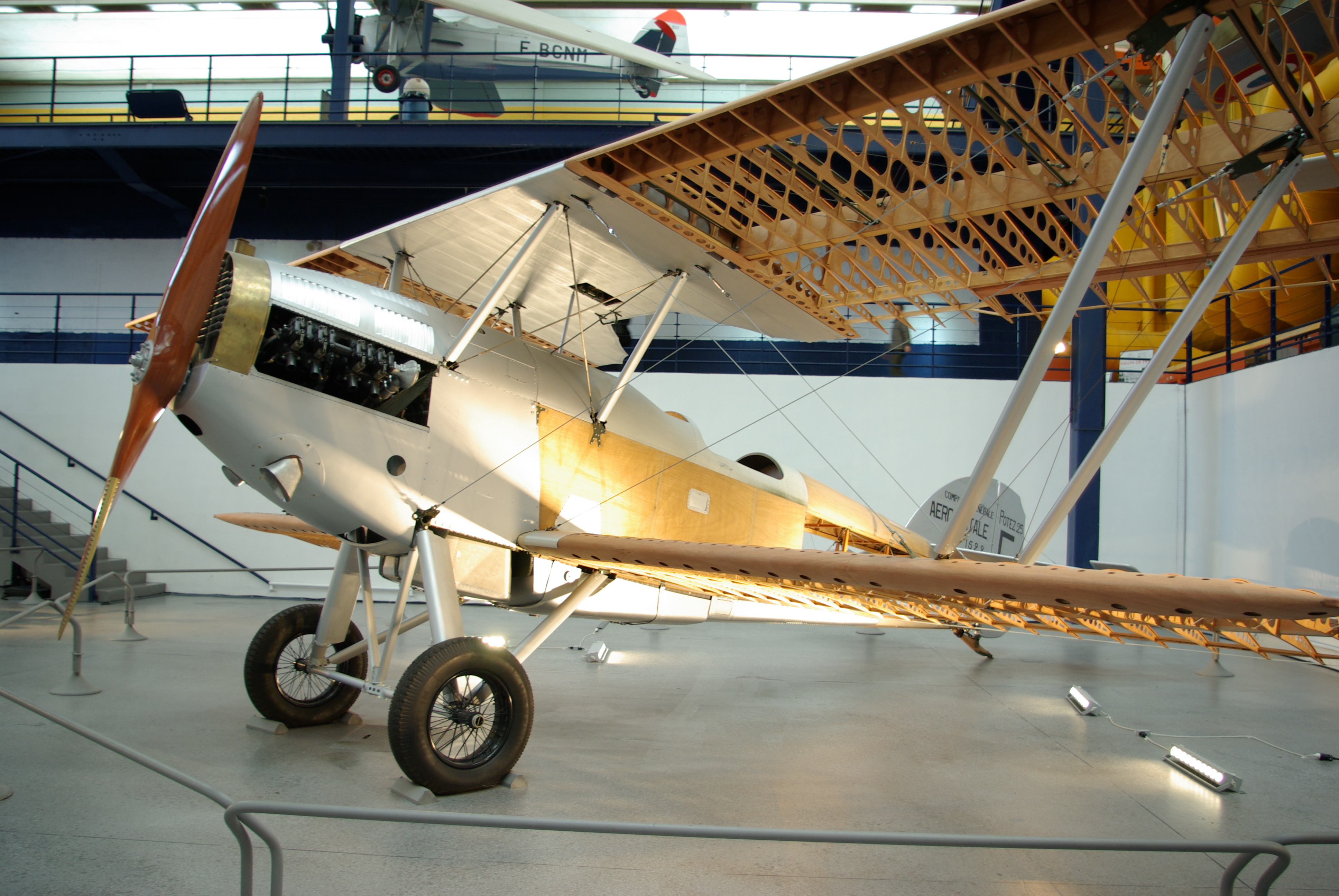
Avión Potez 25 de fabricación francesa. Fue la columna vertebral de la aviación paraguaya en la Guerra del Chaco.

## Importancia del aporte francés a Paraguay
- En el ámbito de las FF.AA. con la misión militar que visitó al país de 1926 a 1930 y aportó una decisiva experiencia en numerosas áreas del ámbito castrense; lo que permitió a Paraguay, con material francés, ganar la Guerra del Chaco algunos años más tarde.[7]

- En el sector de la aviación, con el aviador francés Marcel Paillette quien, en 1912, pilotaba el avión con el cual el presidente Eduardo Shaerer efectuó un vuelo de 14 minutos (siendo el primer presidente suramericano en volar en avión), y también las figuras legendarias de Jean Mermoz y de Antoine de Saint-Exupéry, quienes efectuaron vuelos hacia Asunción con la compañía Aéropostale.[3]

- En el sector de la etnográfia con franceses que hicieron una contribución importante al estudio de las culturas autóctonas del Paraguay: el Dr. Vellard, el investigador Maxence de Colville, Pierre y Hélène Clastres, el antropólogo Lucien Sebag y el padre Philippe Edeb.

- En el sector educativo, con el establecimiento del Colegio San José, de los padres bayoneses de la Congregación del Sagrado Corazón de Betharram. Fue creado en 1904 por los padres franceses Tonnédon, Lousteau, Sampoy, Bacquet y Lhoste. En los años siguientes, llegaron muchos otros sacerdotes, entre ellos el padre Marcelin Noutz, a quien se le debe el himno “Patria Querida”.[3]

- Otros nombres se destacan por su aporte al desarrollo del país, un militar, Amadée Mouchez, quien remontó tres veces el río Paraguay en los años 1850, y Emanuel Bougarde la Dardye, ambos cartógrafos que trabajaron sobre el mapa de la República y también describieron la hidrología paraguaya.

- El botánico Benedict Balansa, quien hizo dos estadías en Paraguay, a partir de 1873, durante las cuales inició la explotación de la esencia de petit-grain.[3]

- El músico François "Sauvageot" Dupois, quien llegó en 1853 y sería el compositor de una partitura para el Himno Nacional del Paraguay (Dicha partitura ahora tiene otro uso) está, está considerado como el formador de la primera generación de músicos profesionales y creador de las principales orquestas de la época.

- No se puede olvidar al naturalista y médico francés Alfred Demersay quien publicó en 1860 en París su obra “Histoire physique, économique et politique du Paraguay”.

## El pocero francés

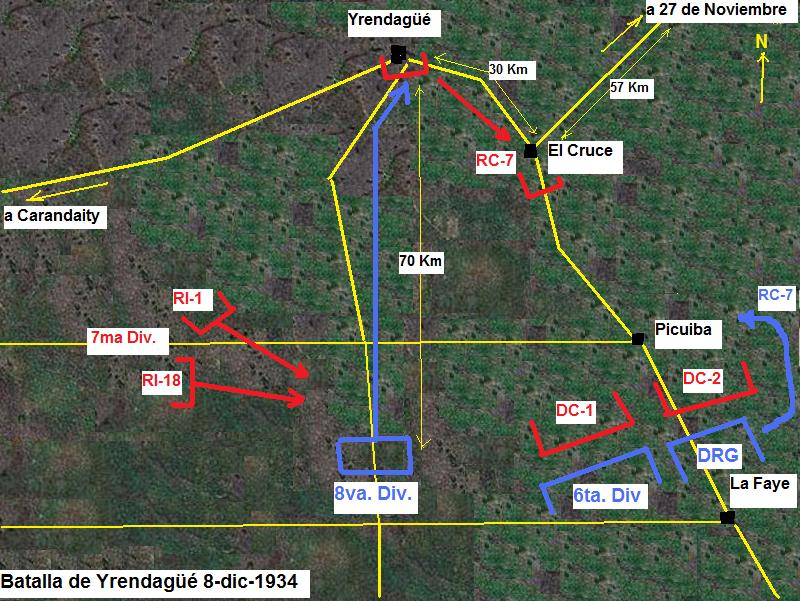
Plano de la Batalla de Yrendagué, donde los pozos del francés Fragnaud fueron fundamentales para la victoria paraguaya.

En 1922, en plena guerra civil, llegó al Paraguay, contratado por la empresa taninera de Puerto Casado para buscar agua; un reputado técnico francés especializado en la perforación de pozos acuíferos. Este técnico era don León Fragnaud, ampliamente conocido en la Argentina, pues estuvo durante varios años radicado en la ciudad balnearia de Mar del Plata, a la que en 1910, dotó de agua corriente por medio de pozos artesianos; además de haber perforado a principios del siglo XX más de mil pozos en toda la provincia de Buenos Aires.
Por imperio de su actividad, el señor Fragnaud se radicó en el Paraguay, y realizó numerosos pozos a empresas y a particulares. Cuando las cosas se pusieron candentes en la cuestión chaqueña, con la movilización general de 1928, el gobierno recurrió a los servicios del pocero francés, al que encargó la perforación de numerosos pozos en el Chaco boreal, como los de los fortines Toledo, Isla Po'i, Corrales, Carayá, Boquerón, etc.
Pocos años después, el conocimiento por medio de la prensa de las angustias vividas por los combatientes a causa de la sed, le llevó a ofrecer nuevamente sus servicios al estado paraguayo, que lo movilizó, dándole la misión de perforar los pozos necesarios para abastecer de agua a las fuerzas en campaña. Para ello, con el grado de capitán (H.C.), fue nombrado jefe del Cuerpo de Zapadores-Captadores, unidad dependiente de los Arsenales de Guerra y Marina.
En ese entonces, León Fragnaud estaba trabajando para el ingenio azucarero de Censi & Pirotta, por lo que para integrar su unidad de zapadores-captadores, recurrió a 36 colaboradores suyos, con quienes se trasladó al frente de batalla, a mediados de septiembre de 1932. Algunos de aquellos sacrificados colaboradores suyos fueron: Brígido Franco y los tenientes Soto, Estigarribia, Ocampos, Camperchioli, Farías, Segovia, etc.

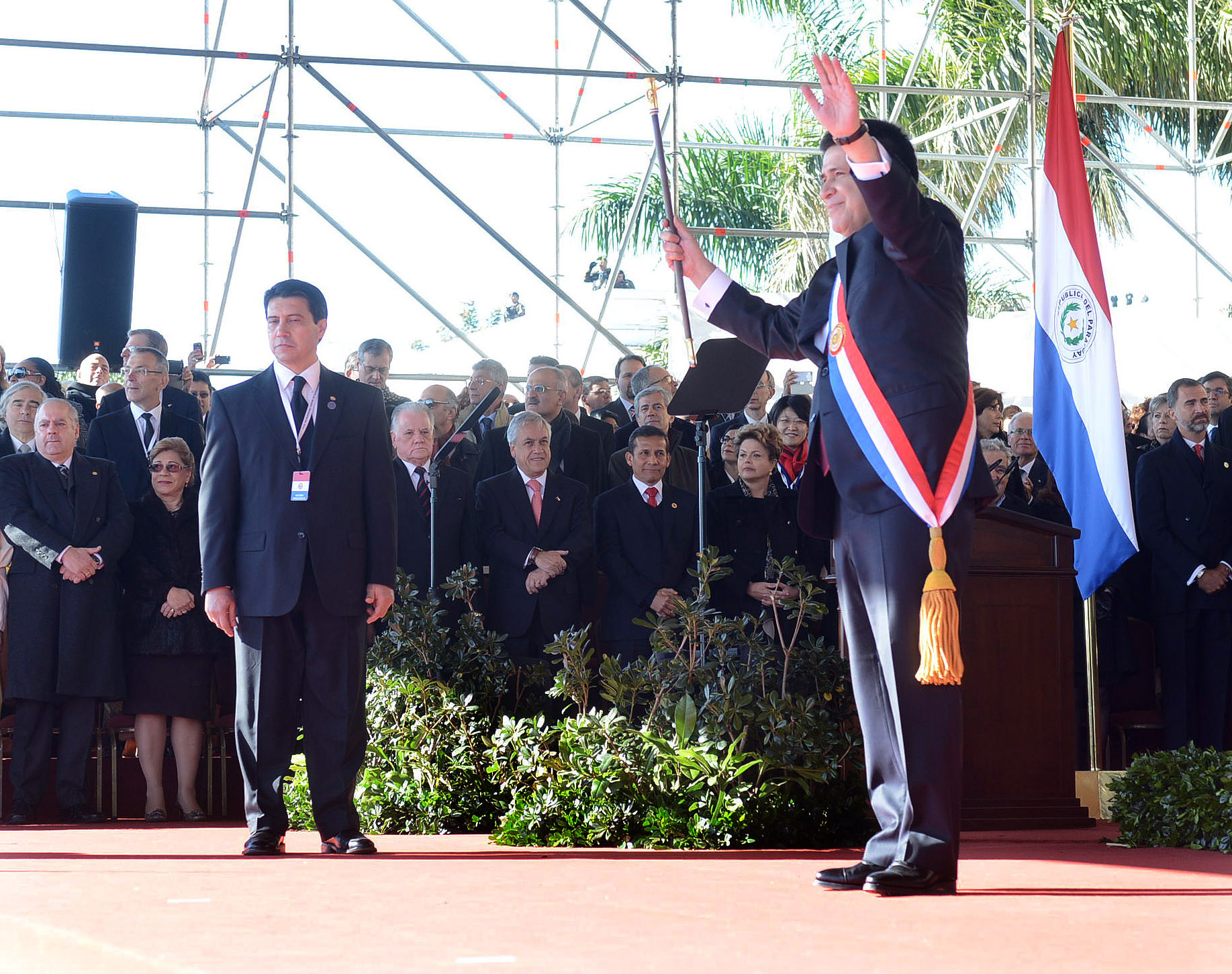
Horacio Cartes, empresario y expresidente de la República.

Ya en el Chaco, Fragnaud y sus poceros se dedicaron a la tarea de dotar del vital líquido al ejército en campaña. Lo hicieron con tal eficiencia, que su pozo de Yrendague, en 1934, consolidó el triunfo paraguayo en la Guerra del Chaco.

Don León ya era un veterano en tales menesteres. Cuando estalló la Primera Guerra Mundial, dejó sus negocios en la Argentina, viajó a su país a pelear y regresó; con el prestigio ganado en los campos de batalla, entre ellas, la de Verdún.

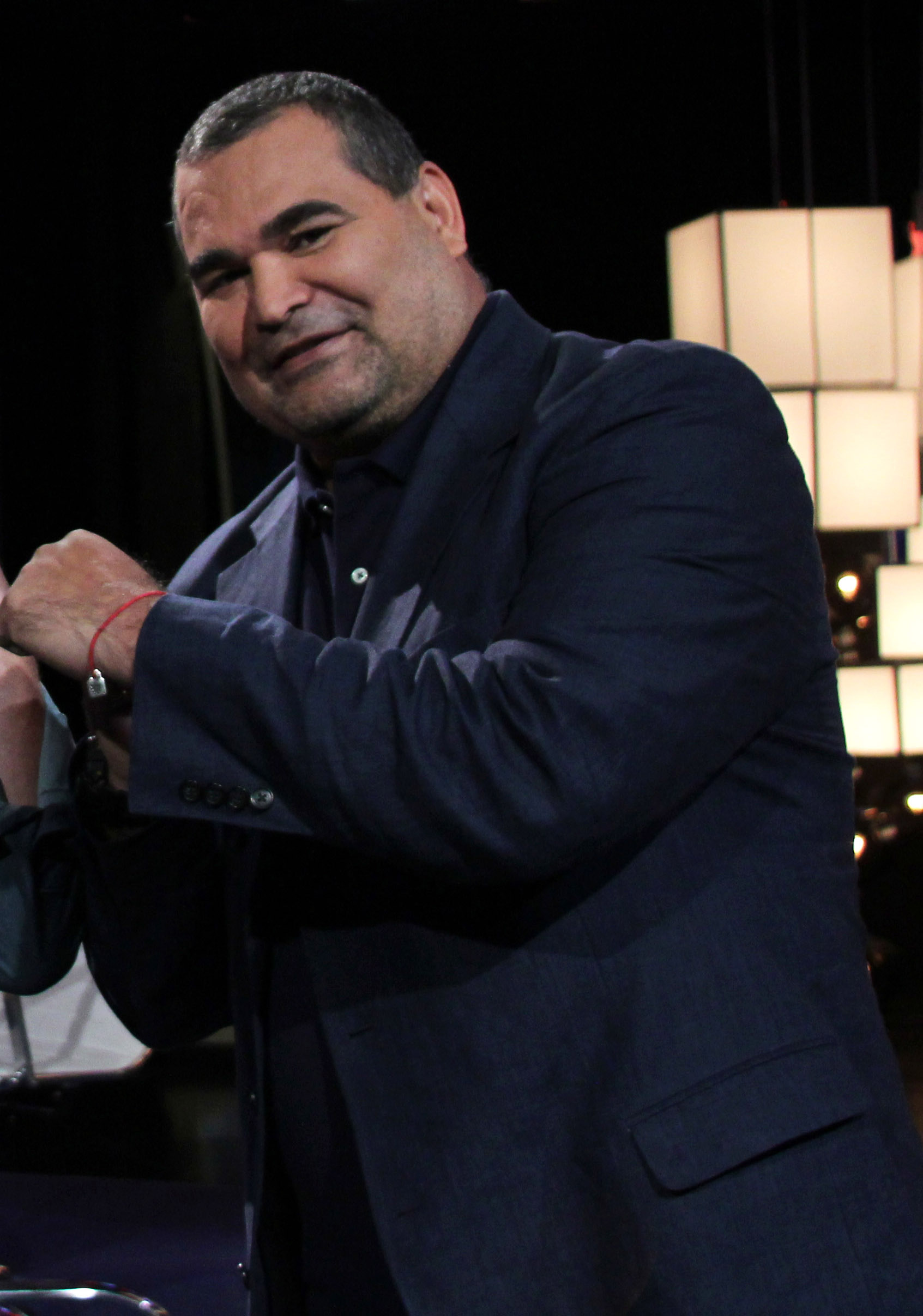
José Luis Chilavert, excapitán de la Selección Paraguaya de Fútbol.

La titánica labor de Fragnaud y sus zapadores posibilitó la permanencia de miles de hombres en un medio hostil y desértico. Por estos méritos, fue ascendido a mayor (H.C.) y se le otorgó la ciudadanía paraguaya. Se hizo merecedor, además, de la Cruz del Defensor, la Medalla de Boquerón, la Cruz del Chaco, además de la denominación de una calle asuncena con su nombre.